# Przęsocin
Przęsocin (deutsch Neuendorf) ist ein Dorf in der polnischen Woiwodschaft Westpommern. Das Dorf bildet einen Teil der Gmina Police (Stadt- und Landgemeinde Pölitz) im Powiat Policki (Pölitzer Kreis). Przęsocin liegt etwa 10 Kilometer nördlich von Stettin (Szczecin) und etwa 4 Kilometer südlich von Police (Pölitz).

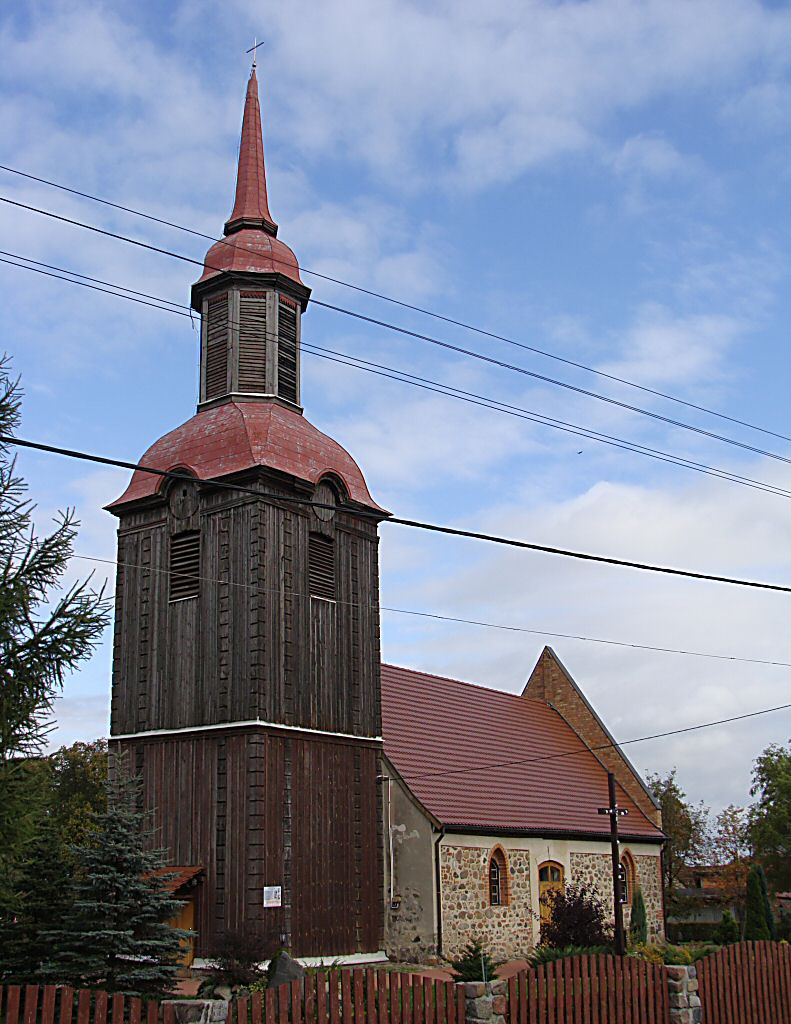
Dorfkirche in Przęsocin